# スイスの映画
スイスの映画（スイスのえいが）は、スイスに属する人的・物的リソースで製作される映画である。スイスの映画祭によって行なわれるプロモーションや、映画に関するさまざま保護・助成活動もこれに含む。国内における言語の違いと文化的多様性が、スイスにおける映画史を形づくっている。ドキュメンタリー映画、アートフィルムや実験映画、そして大衆的な商業映画が存在し、作品群についても作家たちについても、情報源の多様さより以上の多様性が存在している。

## 略歴・概要
スイスにおける最初の公開された映画上映は、1896年（明治29年）にジュネーヴで開かれた内国博覧会でのことであった。移動上映が、展示会場や音楽ホールやサーカス小屋で行なわれ、そして最初のいくつかの映画館が出現した。1920年代後半までのサイレント映画の時代には、スイス人による映画製作はほとんど行なわれなかった。1920年代初頭には、レマン湖畔のジュネーヴやローザンヌのスタジオが、映画製作のためのインフラを提供した。
1930年代から1950年代にかけての原初的なスイス映画は、原則的にはドイツ語圏のスイスであった。チューリッヒの映画プロダクションであるプレゼンス・フィルムが国際的な名声を得ることで、スイス映画は、レオポルト・リントベルク監督の戦争映画『最後のチャンス』（Die Letzte Chance, 1945年）のような人道主義的アンガージュマンの映画と同義語となった。そういった映画は、スイスのドイツ方言で撮影された。
ジャン＝リュック・ゴダールが中心的な役割を担ったヌーヴェルヴァーグは、1960年代におもにスイス西部のフランス語圏で展開された。同地のテレビ局であるテレヴィジオン・スイス・ロマンドは、アラン・タネールやクロード・ゴレッタ、ミシェル・ステーら「グループ5」のメンバーとともに、劇映画の共同製作を行なった。現在スイスでは、さまざまな異なるジャンルの映画が共存している。ドキュメンタリーの分野では、例えばクリスチャン･フレー監督の『戦場のフォトグラファー ジェームズ・ナクトウェイの世界』（War Photographer, 2001年）が第74回アカデミー賞で長編ドキュメンタリー映画賞にノミネートされている。
ロカルノ国際映画祭は、インディペンデントの映画作家の作品の映画祭であり、国際的な名声を得ている。スイス映画賞を毎年発表しているソロトゥルン映画祭を通じて、スイス映画に賞が与えられている。スイスは、ボリウッドの多数のインド映画の撮影にインフラを提供している。

## おもなフィルモグラフィ
- 『最後のチャンス』 Die Letzte Chance : 監督レオポルト・リントベルク、1945年
- 『ささやかな遁走』 : 監督イヴ・イェルサン、1979年
- 『戦場のフォトグラファー ジェームズ・ナクトウェイの世界』 War Photographer : 監督クリスチャン･フレー、2001年

## 映画製作
- プレゼンス・フィルム
- テレヴィジオン・スイス・ロマンド
- グループ5
- ヴェガ・フィルム

- ルート・ヴァルトブルゲール

## 映画監督
- レオポルト・リントベルク
- イヴ・イェルサン
- ジャクリーヌ・ヴーヴ
- クロード・シャンピオン
- ジャン＝リュック・ゴダール
- アンリ・コルピ
- クロード・ゴレッタ
- ダニエル・シュミット
- ミシェル・ステー
- ジャン＝ルイ・ロワ
- アラン・タネール
- マーク・フォースター
- アンヌ＝マリー・ミエヴィル
- フレディ・ムーラー
- ジャン＝ベルナール・ムヌー
- パトリシア・モラーズ
- ジャン＝ジャック・ラグランジュ
- フランシス・ロイセール

## 撮影監督
- ライナー・クラウスマン
- ピエール・バンジェリ
- ジャン＝ベルナール・ムヌー
- レナート・ベルタ

## 俳優
- ウルスラ・アンドレス
- ブルーノ・ガンツ
- イレーヌ・ジャコブ
- ジャン＝マルク・ステーレ
- ブリュノ・トデスキーニ
- リゼロッテ・プルファー
- ヴァンサン・ペレーズ
- オマール・ポラス

## 映画祭
- ロカルノ国際映画祭
- ソロトゥルン映画祭（fr:Journées cinématographiques de Soleure）
- スイス映画賞（en:Swiss Film Prize）
- artfilm.ch artfilm.ch DVD/VOD

## 関係機関
- スイス連邦内務省 （en:Federal Department of Home Affairs）
- シネマテーク・スイス

## 註
1. ↑   Le charme de la Suisse transporté par Bollywood, bilan.ch, du 21 mai 2008年5月21日付、2008年9月24日閲覧。